# Jeu de stratégie en temps réel

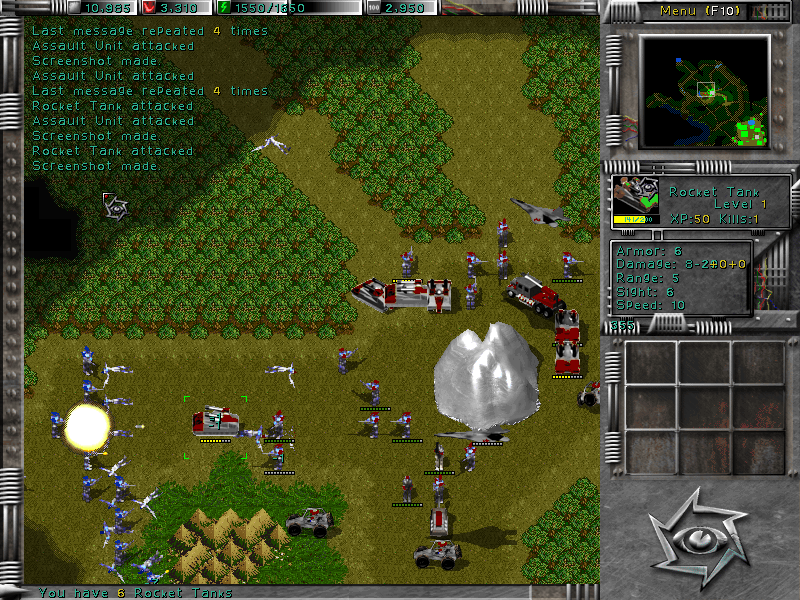
Battle of Survival, un jeu de stratégie en temps réel en 2D. Scène de combat entre l'équipe bleue et l'équipe rouge.

Le jeu de stratégie en temps réel (STR ou RTS pour la dénomination du genre en anglais : Real-Time Strategy) est un type de jeu vidéo de stratégie particulier qui notamment et par opposition au jeu de stratégie au tour par tour n’utilise pas un découpage arbitraire du temps en tours de jeu.
Cet article parle précisément du jeu de stratégie en temps réel tel qu’on l’entend aujourd’hui. D’autres genres de jeux stratégiques se jouent en temps réel comme les jeux de guerre wargames ou les god games et, généralement d’une moindre mesure stratégique, les jeux de simulation et les jeux de gestion.

## Définition
Le terme « jeu de stratégie en temps réel » est utilisé pour la première fois par Brett Sperry en 1992 pour désigner le genre du jeu Dune II alors développé par Westwood Studios. Une de ses premières préoccupations est alors d’éviter de désigner celui-ci comme un « jeu de stratégie » ou un « wargame ». À l’époque, ces derniers correspondent en effet à un marché de niche — à l’exception des jeux développés par Sid Meier — et il craint de décourager certains joueurs d’essayer le système de jeu inédit de Dune II. De nombreuses itérations sont ainsi nécessaires pour choisir une nouvelle désignation, les développeurs hésitant entre des termes comme « jeu de guerre en temps réel » ou « guerre en temps réel », mais c’est finalement le terme « jeu de stratégie en temps réel » qui est choisi, les développeurs considérant qu’il définit parfaitement le système de jeu de leur nouveau titre.
Bien que la définition du genre fasse l’objet de débats, les jeux de stratégie en temps réel sont traditionnellement définis par les termes « récolter, construire et détruire », c’est-à-dire comme des jeux de stratégies militaires incluant des éléments de gestion et de construction de bases et dont l'action se déroule en temps réel. Ainsi, si l’action de jeux comme Populous ou SimCity se déroule en temps réel, ils ne sont pas considérés comme des jeux de stratégie en temps réel à proprement parler. Ils sont généralement désignés comme des « god game » et, bien qu’ils aient des points communs avec les jeux de stratégie en temps réel, les deux genres sont considérés comme distincts et comme attirant des publics différents. Cette définition exclut également du genre les jeux comme Rome: Total War dont les combats se déroulent en temps réel mais pour lesquels l’expérience de jeu est dominée par ses phases de stratégie au tour par tour. En revanche, des jeux comme Empire at War, Rise of Nations ou Bataille pour la Terre du milieu peuvent être inclus dans le genre, le tour par tour n’y étant qu’un composant additionnel. L’absence de l’aspect gestion exclut enfin les jeux comme Myth ou Blitzkrieg dont l’action se focalise uniquement sur les combats et qui sont généralement désignés sous le terme de « jeu de tactique en temps réel »,.

## Caractéristiques

### Principes
Si l’aspect technique des jeux de stratégie en temps réel s’est peu à peu amélioré, leur système de jeu n’a que peu évolué depuis la naissance du genre malgré l’introduction de concepts inédits dans certains jeux. Ainsi, le principe de base des jeux de stratégie en temps réel reste défini par le concept du « récolter, construire, détruire » et par les règles introduites par Dune II en 1992 et reprises depuis dans une large majorité des jeux de ce genre incluant Command and Conquer, Warcraft, StarCraft, Age of Empires et Total Annihilation,. Comme dans ces derniers, le joueur doit généralement gérer des ressources, développer des bases et créer des unités pour combattre l’adversaire. Plusieurs factions sont en général disponibles, chacune disposant de spécificités et d’un arbre technologique. L’action se déroulant en temps réel, le joueur ne dispose que d’un temps limité pour gérer ses ressources et ses bases et contrôler ses unités, ce qui introduit les notions de rapidité et de micromanagement en plus de la dimension stratégique et explique que le contrôle à la souris et au clavier soit généralement privilégié,.

### Factions
L’équilibrage entre les factions est généralement considéré comme l’un des aspects les plus importants d’un jeu de stratégie en temps réel. D'après certains concepteurs, cet aspect ne doit cependant pas se faire aux dépens des spécificités des factions, assurer une réelle diversité entre les forces en présence étant également important pour s’assurer que les joueurs ont de nombreuses stratégies à leur disposition. Ainsi, si les deux factions d’Herzog Zwei sont strictement identiques, des différences entre les factions apparaissent dès Dune II. On retrouve ensuite cette notion de spécificités dans la plupart des jeux de stratégie en temps réel de l’époque mais les différentes factions restent quasiment identiques,. Dans ce domaine, certains jeux comme Alerte Rouge 2 ou StarCraft font mieux que la plupart de leurs concurrents, ce dernier étant notamment considéré comme la référence du genre dans ce domaine pour avoir introduit trois factions distinctes ayant chacune leurs propres unités et caractéristiques, rendant les mécanismes de jeu de chacune d’elles fondamentalement différents,. Cela complique néanmoins le travail des développeurs, de tels jeux étant beaucoup plus difficiles à équilibrer comme en témoigne le nombre de patch d’équilibrage ayant été nécessaire pour arriver à un équilibre dans StarCraft.

### Notion de micromanagement
L’action se déroulant en temps réel, le joueur ne dispose que d’un temps limité pour gérer ses ressources et ses bases et contrôler ses unités. Cela ajoute une nouvelle dimension au jeu en plus de la dimension stratégique déjà présente dans un jeu de stratégie au tour par tour . Ainsi, en plus de devoir planifier sa stratégie, le joueur doit assurer le micromanagement de ses bases et de ses unités, c’est-à-dire qu’il doit simultanément assurer la récolte des ressources, la construction de bâtiments, la production d’unités et contrôler les différentes unités de son armée, parfois en plusieurs endroits. Cette notion de micromanagement est parfois désignée comme faisant uniquement appel aux « capacités physiques » du joueur mais est considéré comme un des aspects les plus importants des jeux de stratégie en temps réel car permettant de les différencier des jeux de stratégie au tour par tour,.

## Historique

### Genèse
Les premiers jeux vidéo de stratégie font leur apparition à la fin des années 1970, d’abord sur ordinateur central, puis sur les premiers micro-ordinateurs. La plupart de ces jeux s’inspirent des jeux de plateau, et notamment des jeux de guerre, et ont donc en commun de se dérouler au tour par tour. La distinction entre jeu de stratégie au tour par tour et jeu de stratégie en temps réel est ainsi un concept relativement récent et, jusque dans les années 1990, la grande majorité des jeux de stratégie se déroulent au tour par tour, à l’opposé des jeux d’action et de leur gameplay en temps réel. Du fait de leurs origines respectives, les deux genres sont en effet considérés comme étant incompatibles, les premiers ayant hérité de la lenteur et de la complexité des jeux de guerre sur table et les seconds de la rapidité et de la simplicité des jeux d’arcades, et l’idée d’introduire des éléments de temps réel dans un jeu de stratégie est rarement exploitée. Les jeux de stratégies en temps réel n’émergent ainsi que graduellement, à partir de tentatives ponctuelles visant à combiner l’excitation et la rapidité des jeux d’action avec la réflexion et la profondeur des jeux de stratégie. Le premier à exploiter cette idée est sans doute Don Daglow avec le jeu de stratégie Utopia (1981) qui met les joueurs aux commandes de deux nations insulaires dans une course au développement. En se démarquant clairement des jeux de plateau, le jeu introduit en effet de nombreuses évolutions qui lui valent notamment d’être considéré comme un des précurseurs des jeux 4X mais aussi des city builder et des god game,. Bien qu’il se déroule au tour par tour, il permet de plus aux joueurs de manœuvrer leurs navires de pêches ou de guerre en temps réel au cours d’un tour de jeu, ce qui lui vaut d’être régulièrement cité comme un des précurseurs des jeux de stratégie en temps réel, même si son gameplay s’apparente plus à celui de SimCity qu’à celui d’un jeu comme Dune II. L’idée de combiner action et stratégie est également à l’origine de Cytron Masters (1982) de Dan Bunten dans lequel deux joueurs s’affrontent dans une arène par l’intermédiaire d’une armée de robots avec pour objectif de détruire le centre de commandement adverse. Pour cela, les joueurs disposent de plusieurs types de robots et peuvent prendre le contrôle de générateurs d’énergie, qui leur permettent de fabriquer de nouveaux robots. Contrairement à Utopia, le jeu se déroule entièrement en temps réel et contient certains des éléments caractéristiques du genre, mais pas la totalité, ce qui lui vaut d’être parmi les titres les plus souvent cités comme des précurseurs du genre,. Il ne rencontre cependant qu’un succès limité et ne semble pas avoir eu d’influence sur le genre.
Après Cytron Masters, d’autres wargames comme Legionnaire (1982) de Chris Crawford ou Stonkers (1983) font évoluer le genre vers un style plus centré sur l’action et la tactique. Stonkers propose en effet une adaptation en temps réel des mécanismes de jeu des wargames traditionnels et rencontre un certain succès dans la presse spécialisée, mais quelques bugs critiques entravent sérieusement ses ventes. Legionnaire, qui propose de son côté une simulation relativement simple et réaliste d’affrontement entre les Romains et les barbares à l’Antiquité, ne rencontre lui aussi qu’un succès mitigé. Son système de jeu préfigure cependant un nouveau genre de jeux de stratégie, les jeux de tactique en temps réel, qui rencontre un premier succès avec le wargame The Ancient Art of War (1984) mais qui devra cependant attendre de nombreuses années avant d’être reconnu comme un genre à part entière. Entre-temps, Nether Earth (1987) approfondi les concepts de base de ce que deviendront les jeux de stratégie en temps réel. Dans celui-ci, les joueurs fabriquent des robots avec lesquels ils peuvent détruire ou capturer des usines, qui leur fournissent les composants nécessaires à la production d’autres robots, l’objectif final étant de détruire la base de l’adversaire. Les joueurs peuvent contrôler chaque robot individuellement mais ils peuvent également leur donner des ordres comme détruire, capturer, tuer ou défendre. Un autre jeu de Dan Bunten, Modem Wars (1988), se focalise de son côté sur la tactique mais inclut de nombreux éléments caractéristiques du genre, dont un brouillard de guerre et la prise en compte de l’influence du terrain sur les déplacements et les combats.
La même année, le studio japonais Technosoft publie le jeu de tactique Herzog qui pose les bases d’Herzog Zwei (1989) qui est généralement considéré comme le premier véritable jeu de stratégie en temps réel. Celui-ci oppose deux joueurs qui contrôlent chacun un robot de combat transformable qui leur permet notamment d’acheter des unités, de les transporter ou de leur donner des ordres. Chaque joueur dispose au départ une base principale et de bases secondaires et tente de capturer de nouvelles bases, qui permettent d’accélérer la production d’unité, l’objectif final étant de détruire la base principale de l’adversaire. Malgré une intelligence artificielle décevante, Herzog Zwei se révèle difficile du fait notamment de son rythme soutenu. Le joueur doit en effet jongler entre la production des unités et la micro-gestion de ces dernières, ce qui préfigure en quelque sorte le gameplay des jeux de stratégie en temps réel multijoueur,. Bien que le gameplay d’Herzog Zwei se rapproche de celui de Dune II, les jeux de stratégie en temps réel ne trouvent pas tout de suite ses marques, leurs mécanismes changeant d’un jeu à l’autre. Avec Powermonger (1990), Bullfrog propose ainsi un jeu combinant des éléments de god game repris de son prédécesseur, Populous, avec des éléments de stratégie en temps réel, le joueur pouvant donner des ordres directement à ses troupes sur une carte en trois dimensions. Un nouveau jeu de Dan Bunten, Command HQ (1991), propose de son côté une sorte d’adaptation en temps réel du jeu de plateau Risk dans laquelle le joueur doit notamment gérer les aspects économiques et militaires d’une nation au cours de différentes guerres mondiales. Dans un style différent, Mega Lo Mania (1991) de Sensible Software, retrace la totalité de l’histoire humaine et permet au joueur d’allouer ses hommes à différent tâches, comme la recherche, la collecte des ressources, l’industrie ou l’armée. Comme dans Powermonger, la dimension tactique des combats y est en revanche absente.

### Première vague
C’est finalement en 1992 que le terme jeu de stratégie en temps réel est utilisé pour la première fois, par Brett Sperry, le producteur de Dune II, pour tenter de décrire le jeu alors développé par Westwood Studios. En termes de concept, ce dernier ne constitue qu’une avancée mineure par rapport à ses prédécesseurs, mais son succès et son influence est considérable. Il devient ainsi le premier jeu de stratégie en temps réel à marquer les esprits, celui qui définit le genre et les jeux qui lui succèdent. Pour le concevoir, les développeurs de Westwood – jusque-là connu pour le jeu vidéo de rôle Eye of the Beholder – s’inspirent principalement de Herzog Zwei, du god game Populous et de l’interface graphique à la souris du Macintosh pour créer une adaptation très libre de la saga Dune, qui sort seulement quelques mois après une autre adaptation, le jeu d’aventure Dune de Cryo Interactive. Ils s’appuient également sur le principe des jeux 4X, qu’ils transposent cependant à une échelle plus réduite. Le scénario du jeu relate un affrontement entre trois factions – les Atréides, les Harkonnen et les Ordos – pour le contrôle et l’exploitation d’une ressource, l’Épice, sur la planète Arrakis. De son côté, le gameplay du jeu nécessite d’envoyer des moissonneuses collecter de l’épice, qui est converti en crédit qui peuvent être utilisés pour construire de nouveaux bâtiments et créer de nouvelles unités pour combattre l’adversaire, suivant le principe du « récolter, construire et détruire » qui définit le genre,.
Malgré le succès du Dune II, aucun jeu de stratégie ne reprend son système de jeu dans les deux années qui suivent sa sortie. C’est finalement Blizzard Entertainment qui solidifie les bases posées par Dune II pour en faire un véritable genre en transposant son système de jeu à un univers médiéval-fantastique avec Warcraft: Orcs and Humans (1994). Dans celui-ci, la récolte de l’épice est remplacée par la collecte d’or et de bois et le joueur peut suivre les étapes de la construction d’un bâtiment à l’écran, mais c’est d’abord par l’introduction de deux factions doté d’une véritable personnalité qu’il se distingue de son prédécesseur. Il introduit également un mode deux joueurs (en réseau local ou par Internet) qui marque le début d’un changement progressif de la manière de concevoir les jeux de stratégie en temps réel, comme la popularité des matchs à mort de Doom a transformé le jeu de tir à la première personne. Le mode multijoueur de Warcraft est en effet particulièrement populaire et continue d’intéresser les joueurs longtemps après qu’ils ont terminé les deux campagnes du jeu, ce que Blizzard Entertainment ne manque pas de remarquer,.

### Les suites
Westwood Studios développe ensuite Command and Conquer (1995), la suite spirituelle de Dune II, qui retrace une guerre uchronique pour le contrôle d’une substance extraterrestre, le tibérium, entre deux factions, le Groupement de Défense International et la Confrérie du Nod. Celui-ci propose notamment un gameplay plus rapide que son prédécesseur et introduit plusieurs améliorations par rapport à ce dernier, dont la possibilité de sélectionner plusieurs unités à la fois avec un cliquer-glisser, un mode multijoueur, une interface simplifiée et des cinématiques, filmées avec de vrais acteurs sur un fond vert. Il se distingue également de son prédécesseur en dotant ses deux factions d’une personnalité propre, retranscrite par l’intermédiaire des différentes cinématiques et missions du jeu, avec notamment la méchanceté gratuite dont fait preuve la confrérie du Nod qui contribue à populariser la série,. Avec le spin-off Command and Conquer : Alerte rouge (1996), la série consolide ensuite sa place dans la culture populaire en transposant le conflit dans un XXe siècle alternatif qui tient lieu de préquelle au premier jeu et qui convient finalement encore mieux à son style. Alerte Rouge introduit également une plus grande différenciation entre les deux factions du jeu, qui se voient doter de compétences et de capacités différentes. Le résultat n’est cependant pas une réussite en termes d’équilibre et le jeu multijoueur ne tarde pas à être dominé par la stratégie du rush de tank du camp soviétique,.
En parallèle, Blizzard Entertainment surfe sur le succès critique et commercial de Warcraft pour en développer une suite, Warcraft II: Tides of Darkness (1995). Sur le plan technique, cette dernière améliore ses graphismes et son interface, qui permet ainsi de sélectionner plusieurs unités à la fois comme dans Command and Conquer, de visualiser facilement les statistiques des troupes sélectionnés et d’ordonner aux unités de rester en place, de poursuivre un ennemi ou d’effectuer une patrouille. Warcraft II introduit également une nouvelle ressource, des unités navales et aériennes et une plus grande différenciation entre les deux factions. Il intègre enfin un nouveau système de brouillard de guerre qui, en plus de cacher au joueur les zones de la carte non explorées, assombrit les zones déjà explorées mais qui ne sont plus dans le champ de visions des unités du joueur. Le terrain reste ainsi visible mais les unités ennemies sont cachées à la vue du joueur. Ce système inédit change profondément le genre, auquel il apporte une nouvelle dimension stratégique, et est ensuite repris la quasi-totalité des jeux de stratégie en temps réel,.

### Les clones
Porté par le succès des premiers jeux de stratégie en temps réel de Westwood et de Blizzard Entertainment et par la compétition entre leurs titres respectifs, le genre devient particulièrement populaire et donne lieu à de nombreux clones, plus ou moins réussis,. Parmi les STR de science-fiction qui inondent alors le marché émerge notamment Conquest Earth (1997) dans lequel des extraterrestres disposent de la capacité de se déguiser en élément du décor ou en véhicule et peuvent combiner certaines unités pour en former une plus puissante. La même année, Dark Colony introduit une sorte de héros, sous la forme d’une unité de commandement, et des artefacts que les joueurs peuvent capturer et utiliser pour changer le court d’un affrontement, par exemple en transformant les arbres en armes ou en aspirant les ennemis dans un trou noir. Toujours la même année, Earth 2140 met également à disposition du joueur des généraux disposant de capacités spéciales pour commander et organiser les groupes d’unités, mais ces derniers se révèlent souvent être des fardeaux du fait de leur intelligence limité. Avec le jeu Z (1996), le studio britannique The Bitmap Brothers se démarque de ses concurrents. Plutôt que des affrontements entre races extraterrestres ou entre des chefs de cultes mégalomanes, son scénario retrace des affrontements entre des armées de robots pour le contrôle de cinq planètes avec un peu d’ironie et d’humour anglais. Il est également un des premiers STR à proposer une approche différente du genre. Il remplace en effet le système de récolte de ressources de ses prédécesseurs par un système de zone de contrôle, les cartes étant divisées en zones qui rapportent des ressources au joueur qui les contrôlent. Alors que dans les autres jeux du genre, le début d’une partie est plutôt lent et la fin tourne à la guerre d’attrition, il propose une série constante d’affrontement pour la domination de la carte. Il introduit également plusieurs innovations, comme la possibilité de tuer le conducteur d’un véhicule ennemi pour en prendre possession. Il apporte ainsi la preuve qu’un autre genre de RTS est possible, mais ce n’est pas suffisant pour changer la voie tracé par ses prédécesseurs.
Le genre rompt finalement avec la science-fiction et la fantasy en 1997 avec deux nouveaux jeux de stratégie en temps réel très différents, mais s’appuyant sur la même idée. Sous la direction d’un des créateurs de Civilization, Ensemble Studios développe ainsi Age of Empires (1997) qui retrace des affrontements entre douze civilisations de l’Antiquité à travers quatre âges. Tout comme Civilization, celui-ci nécessite notamment de faire progresser une civilisation (de l’âge de pierre à l’âge du fer) afin de débloquer de nouvelles technologies et permet au joueur de construire des bâtiments spécifiques, les merveilles, qui peuvent lui donner la victoire. Le jeu reste cependant très proche d’Alerte Rouge et Warcraft II malgré le passage à quatre ressources et à un arbre technologique plus complexe. Un mois après la sortie d’Age of Empires, le studio Enlight Software publie Seven Kingdoms (1997) qui passe relativement inaperçu malgré une profondeur stratégique bien plus importante que la plupart des STR de l’époque. Celui-ci s’éloigne en effet du rythme effréné de la plupart des jeux du genre pour se concentrer sur le développement économique. Pour chaque unité et bâtiment, le joueur doit ainsi payer les frais d’entretien, en plus de leur coût initial, qui peuvent être couvert grâce aux taxes ou au commerce. Chaque résident des cités sous le contrôle du joueur paye en effet des taxes. Celles-ci peuvent être augmentées, au détriment de la loyauté des habitants qui deviennent alors susceptibles de quitter leur cité ou d’être recrutés comme espions. Les autres ressources sont extraites de mines et peuvent ensuite être revendues sur le marché ou transformées en biens — qui peuvent également être vendus — dans des usines. Le système de commerce est aussi plus complexe que dans Age of Empires, le joueur devant chercher les routes les plus rentables pour ses caravanes et en assurer la sécurité. En contrepartie de son système économique complexe, le jeu met en revanche de côté l’aspect tactique des combats sur lesquels le joueur n’a pas vraiment de contrôle.

### Passage à la 3D
Après s’être contenté de graphismes en deux dimensions pendant plusieurs années, les jeux de stratégie en temps réel commencent à utiliser des terrains en 3D en septembre 1997 avec la sortie de Dark Reign: The Future of War. Bien que graphiquement similaire à ses prédécesseurs, celui-ci utilise en effet une carte dont le terrain présente des différences de niveau qui affectent la distance de vue des unités. Celles-ci peuvent ainsi voir plus loin en se plaçant en hauteur, mais aussi se mettre à couvert derrière un arbre ou un rocher pour préparer une embuscade ou se cacher. Outre cette évolution, le jeu introduit également quelques innovations, comme la possibilité de désactiver des bâtiments pour économiser de l’énergie et d’assigner des missions à des unités sans que celles-ci ne nécessitent ensuite d’intervention du joueur,. Publié un mois plus tard, Total Annihilation s’appuie sur des idées similaires. Il propose en effets des cartes en 3D pré-rendues associées à un angle de vue fixe, qui affectent les animations et la distance de vue des unités, ainsi qu’un moteur physique qui gère notamment les explosions, les tirs d’artillerie et les débris qui s’envolent. Ce n’est cependant pas ses graphismes qui font du jeu un triomphe, mais plutôt l’équilibre de son système de jeu. Dans celui-ci, toutes les actions nécessitent de l’énergie, que ce soit la construction, la production des unités ou les combats, les armes des unités nécessitant de l’énergie. Le joueur doit ainsi en permanence équilibrer sa production et sa consommation d’énergie afin de s’assurer que ses installations ou ses unités ne tombent pas en panne, sans tomber dans l’excès inverse. Cette notion d’équilibre se retrouve également dans ses différentes unités, qui ont généralement un point faible qui peut être exploité,. Toujours en 1997, le jeu de tactique en temps réel Myth : Les Seigneurs damnés montre la manière dont un véritable moteur 3D peut améliorer l’aspect tactique d'un STR en donnant au joueur un total contrôle sur la caméra pour lui permettre d'avoir un meilleur point de vue sur le champ de bataille,. Presque deux ans sont ensuite nécessaires pour voir un tel moteur 3D dans un STR. Homeworld (1999) est ainsi le premier jeu de stratégie en temps réel entièrement en 3D, et aussi le premier à se dérouler dans l’espace. Son principe de base est très similaire à celui des autres STR, avec la nécessité de récolter des ressources, de commander une flotte, de construire des vaisseaux et de rechercher de nouvelles technologies. Il diffère cependant des autres jeux du genre par son environnement – l’espace – qui ajoute une troisième dimension par rapport aux jeux se déroulant sur la terre ferme.

### Consolidation
En parallèle de l’émergence de STR en 3D, les STR traditionnels en vue isométrique assurent leur survie au long terme grâce à la sortie du STR le plus populaire de tous les temps. Après le succès croissant de Blizzard Entertainment avec les deux premiers Warcraft puis Diablo, le studio se lance dans la science-fiction avec Starcraft (1998) qui retrace l’affrontement entre les Terrans (les humains) et deux races extraterrestres, les Protoss et les Zergs dans un secteur lointain de la galaxie. Initialement imaginé comme un Warcraft dans l’espace, le jeu diffère finalement grandement de ses prédécesseurs grâce notamment à ses trois factions complètement distinctes, que ce soit en termes d’unités, de bâtiments ou de méthode pour collecter les ressources, mais néanmoins parfaitement équilibrées. Cet équilibre n’est cependant pas immédiatement atteint et à la sortie du jeu, avec par exemple des problématiques liées au rush des Zergs, et le studio doit donc retravailler cet équilibre avec la publication fréquente de patchs. Ses trois races uniques et son équilibre vont cependant lui permettre de devenir le plus grand succès commercial du genre grâce notamment à son immense popularité en Corée du Sud où il devient un phénomène culturel et un véritable sport national. Plus de dix ans après sa sortie, des matchs professionnels de Starcraft continuent ainsi d’être diffusés sur des chaînes de télévisions dédiées et les meilleurs joueurs deviennent de véritables stars capables de remplir des stades.
Ensemble Studios propose ensuite une alternative à Starcraft et à son thème de science-fiction avec la suite de son STR historique, Age of Empires II: The Age of Kings (1999). Bien qu’il soit considéré comme une version améliorée de son prédécesseur plus que comme une véritable suite, il connaît un important succès commercial grâce à une large campagne marketing, des perfectionnements de son système de jeu et quelques innovations importantes. Il devient ainsi possible d’appeler les paysans à venir défendre leur quartier général pour repousser une attaque et d’assigner des formations à un groupe d’unités, qu’elles conservent même en mouvement. Si ces améliorations le propulsent au rang de best-seller, c’est son générateur de cartes aléatoires et son équilibre entre les différentes conditions de victoire qui en font un succès durable en multijoueur. Plus de dix ans après sa sortie, il va ainsi bénéficier d’une réédition en haute-définition et de nouvelles extensions, développées par des moddeurs de sa communauté. Empire Earth (2001) tente ensuite de ravir la place de meilleur STR historique à Age of Empires II avec ses graphismes en 3D, son système de héros et en couvrant l’ensemble de l’histoire de l’humanité plutôt que de se concentrer sur une seule période. Son ampleur, sa complexité et l’aide de Rick Goodman, le concepteur d’Age of Empires, ne suffisent cependant pas à dépasser le succès de son prédécesseur, que ce soit en termes de critiques ou de ventes.
En parallèle, Westwood Studios continue sur sa lancée. Le studio publie ainsi un remake de Dune II, Dune 2000 (1998), juste avant son rachat par Electronic Arts mais celui-ci ne rencontre qu’un succès mitigé, du fait notamment de ses graphismes d’un autre âge et de ses problèmes d’équilibrage. Il est suivi de Command and Conquer : Soleil de Tiberium (1999) qui va encore plus loin dans le côté loufoque de la série et apporte de nombreuses améliorations dont la gestion dynamique de l’éclairage, notamment utilisée pour les projecteurs des tours de garde, et un très bon système de point de passage pouvant être utilisé pour mettre en place des patrouilles ou définir le chemin d’une unité. Avant sa fermeture en 2003, le studio publie enfin Alerte rouge 2 (2000) puis Emperor: Battle for Dune (2001), la suite de Dune II, qui bénéficie d’un nouveau moteur 3D.

### Expérimentation et hybridation
Si les best-sellers du genre continuent d’exploiter le concept de Dune II, de nouveaux types de jeux de stratégie en temps réel commencent à apparaître à la périphérie du genre. Avec The Settlers III (1998), Blue Byte Software s’éloigne par exemple du concept de city builder de The Settlers et The Settlers II pour se rapprocher des STR en supprimant la nécessité de construire des routes et en appondissent le système de combat du jeu. Ce troisième volet reste néanmoins focalisé sur la gestion en conservant les nombreuses ressources et les douzaines de métiers différents des premiers jeux de la série. Dans le même esprit, le jeu Cultures (2000) se focalise sur l’exploration, la construction et la gestion économique d’une petite tribu avec pour objectif de la développer plutôt que de conquérir le monde. Cette même idée est au centre de Anno 1602 (1998), qui donne naissance à une longue série de jeu combinant stratégie en temps réel et gestion. Dans celui-ci, comme dans ses suites, le combat devient un problème inévitable dans un jeu qui se focalise sur l’exploration, le commerce et le développement d’une colonie. Il est ainsi plus lent que la plupart des jeux du genre et les combats n’y jouent pas un rôle aussi important, mais son modèle économique complexe en fait néanmoins un jeu passionnant. Kohan: Immortal Sovereigns (2001) démontre de son côté l’importance que peut avoir un modèle économique complexe dans un RTS plus traditionnel dont l’objectif est de détruire l’ennemi.
Au début des années 2000, la popularité du genre commence à décliner et les éditeurs abandonnent les clones de Command and Conquer. Le public des STR se divise entre un groupe loyal de fans se concentrant sur l’aspect multijoueur et la maîtrise dans ses moindre détails d’un jeu compétitif comme StarCraft, et un groupe plus périphérique préférant les campagnes solo ou les jeux hybrides comme Anno, Settlers ou de jeu de grande stratégie comme Europa Universalis et (plus tard) la série Hegemony, qui combine des éléments de la grande stratégie avec des batailles tactiques traditionnelles. Les développeurs et les éditeurs qui tentent de percer dans le domaine du STR changent donc de stratégie et expérimentent de nouveaux concepts afin de toucher une audience plus large, souvent au croisement des STR et d’autres genres de jeux vidéo. Avec Majesty: The Fantasy Kingdom Sim (2000), Cyberlore Studios propose ainsi une version plus moderne de Stronghold (1993) avec des unités complètement autonomes pour combiner le concept de city-builder de son modèle avec le gameplay des STR. De son côté, Stronghold (2001) s’inspire de la rigueur des jeux de simulations pour proposer un STR dans la lignée d'Age of Empires se focalisant sur la période médiévale. La même année, Cossacks: European Wars transpose le gameplay des STR, qui se focalise généralement sur la tactique, à une plus grande échelle en permettant au joueur de contrôler des armées entières dont les unités sont regroupées en formations pouvant compter jusqu’à 196 soldats. L’année suivante, Warrior Kings: Battles (2002) se distingue des autres jeux du genre par sa campagne innovante et variée et par ses gigantesques batailles en 3D. Toujours en 2002, Celtic Kings: Rage of War combine STR et jeu vidéo de rôle avec notamment un mode aventure dans lequel le joueur ne contrôle qu’une poignée de héros.
Ces expérimentations n’épargnent pas les ténors du genre. Dans Warcraft III: Reign of Chaos (2002), Blizzard Entertainment intègre ainsi des éléments de jeu de rôle, avec notamment l’ajout de héros et de groupes de monstres gardant certains emplacements stratégiques de la carte, qui permettent de récupérer des objets et de l’expérience. Ces ajouts modifient profondément certains aspects de son gameplay. Ils poussent en effet le joueur à être actif sur la carte pour faire progresser son héros, ce qui rend les stratégies passives — consistant à être passif et à amasser le plus de troupes possible avant d’attaquer — beaucoup moins efficaces. Ces innovations vont également permettre l’émergence d’un nouveau genre de jeux de stratégie en temps réel, les MOBA, qui deviennent populaire en 2003 grâce à une carte personnalisée créée par des fans du jeu, Defense of the Ancients, en s’inspirant d’une carte personnalisée de StarCraft baptisée Aeon of Strife. De la même manière, Ensemble Studios s’éloigne du thème historique et du gameplay des deux premiers Age of Empires avec le développement d’un spin-off, Age of Mythology (2002), qui s’inspire des mythologies grecques, égyptienne et scandinaves. Le nombre de factions jouables est notamment réduit à trois, contre 13 dans Age of Empires II, mais les différences entre celles-ci deviennent plus nombreuses. Outre des unités et des bâtiments spécifiques, elles se voient en effet dotées de divinités, que le joueur peut choisir pour obtenir des bonus spécifiques, et de moyens différents d’obtenir la ferveur nécessaire pour bénéficier des pouvoirs que leur confèrent ces divinités.
Enfin, avec Rise of Nations (2003), Brian Reynolds (le concepteur de Civilization II et de Sid Meier's Alpha Centauri) signe la première tentative de combiner le gameplay des STR traditionnels avec celui des jeux 4X. Malgré son côté révolutionnaire et un bon accueil critique et commercial, le jeu n’a cependant que peu d’impact sur le genre.

### Déclin
Le succès de Age of Empires III (2005), qui se classe dans les dix jeux les plus vendus en Amérique du Nord en 2005, suggère à l’époque que le genre a encore une longue vie devant lui, même s’il n’a pas vraiment évolué en dix ans. L’industrie du jeu sur ordinateur, dont les revenus sont en baisse depuis 2001, est cependant dans une période difficile. Les éditeurs deviennent ainsi de plus en plus réticents à investir dans ce domaine, au contraire du secteur des jeux sur console, qui connaît une importante croissance. La situation se révèle particulièrement problématique pour les STR qui ne sont pas vraiment adaptés à la console et à sa manette de jeu. C’est dans ce contexte, alors que Blizzard se contente de publier des patchs pour StarCraft et qu’Ensemble Studios publie deux extensions pour Age of Empires III, que Chris Taylor (le concepteur de Total Annihilation) tente de réinventer le genre en le recentrant sur la stratégie plutôt que sur la tactique, à l’opposé des classiques du genre. Avec Supreme Commander (2007), il propose ainsi un jeu de stratégie en temps réel à grande échelle se déroulant sur des cartes pouvant couvrir une surface allant jusqu’à 6500 kilomètres carrés et dont le zoom permet au joueur d’observer le conflit depuis l’espace. Il offre ainsi de nouvelles options stratégiques au joueur mais souffre cependant du même défaut que la plupart des STR de l’époque, la difficulté de sa prise en main. Plus encore que sa stagnation, c’est peut-être en effet la complexité croissante des STR qui, en dépassant le seuil acceptable pour les joueurs occasionnels, explique le déclin du genre. En effet, si le principe de base des STR n’a pas vraiment changé, il devient de plus en plus difficile de connaître leurs nombreux raccourcis clavier, règles, ordres de constructions et stratégies et de savoir les exécuter rapidement, et donc d’être capable de les maîtriser en mode multijoueur. Ainsi, à moins de n’être intéressé que par la campagne solo, les STR deviennent réservés aux joueurs susceptibles de consacrer beaucoup de temps pour apprendre à les maîtriser.
Comme les city-builder ou les simulateurs de vol, qui commencent à décliner avec l’avènement de l’accélération 3D du fait de leur obsession pour le réalisme, les STR sombrent dans leur obsession de plus de rapidité, jusqu’à ne représenter qu’un secteur de niche, réservé à des passionnés du genre. En mettant l’accent sur la rapidité des actions — un jeu comme StarCraft II peut nécessiter jusqu’à 150 actions par minute pour être joué de manière compétitive — ils se focalisent ainsi trop sur l’action et plus assez sur la stratégie. Alors que leurs dérivés, comme les tower defense et les MOBA, explosent, les STR traditionnels disparaissent peu à peu jusqu’à n’être plus représentés que par des suites, comme Command and Conquer : Alerte rouge 3 (2008), Dawn of War II (2009), Supreme Commander 2 (2010), StarCraft II (2010), Company of Heroes 2 (2013) et d'autres jeux Anno.

## Genre dérivés

### Tactique en temps réel
Le jeu de tactique en temps réel est un sous-genre des jeux de stratégie en temps réel qui met de côté les éléments de construction de base, de gestion des ressources et de recherche technologique de ces derniers pour se concentrer uniquement sur les combats,. Ainsi, si les jeux de stratégie en temps réel incluent des éléments de stratégie et de tactique, les jeux de tactique en temps réel se focalisent uniquement sur la tactique et nécessitent généralement de remplir un objectif avec un nombre prédéfini d’unités,. Ils se caractérisent généralement par des mécanismes de combats plus riches qui mettent notamment l’accent sur la formation et le positionnement des unités et sur la prise en compte des avantages liés au terrain.
Les jeux de tactique en temps réel trouvent leurs origines dans les années 1980 avec l’apparition des premiers wargames tactiques dont l’action se déroule en temps réel. C’est notamment le cas du wargame Legionnaire (1982) de Chris Crawford qui propose une simulation relativement simple et réaliste d’affrontements entre les Romains et les barbares à l’Antiquité. Si celui-ci ne rencontre à l’époque qu’un succès mitigé, son système de jeu préfigure un nouveau genre de jeu de stratégie, le jeu de tactique en temps réel, qui rencontre un premier succès avec le wargame The Ancient Art of War (1984) mais qui doit cependant attendre de plusieurs années avant d’être reconnu comme un genre à part entière. Si quelques jeux proposant un gameplay similaires sont publiés dans les années 1980, il faut attendre le début des années 1990 pour voir se développer les caractéristiques clés du genre avec des jeux comme BattleTech: The Crescent Hawk's Revenge  (1989) de Westwood Studios, Cannon Fodder (1993) de Sensible Software, Space Hulk (1993) d’Electronic Arts et Syndicate (1993) de Bullfrog Productions. Lorsque Strategic Simulations publie Warhammer : Dans l'ombre du rat cornu en 1995, le genre est ainsi déjà en grande partie codifié comme une variante plus rapide et plus fluide du jeu de tactique au tour par tour,. C’est cependant l’influence des jeux de stratégie en temps réel et le succès de Close Combat (1996) puis de Myth : Les Seigneurs damnés (1997) qui permet au jeu de tactique en temps réel de s’imposer comme un genre à part entière, dérivé des STR et destiné à un public plus interessé par les combats que par la gestion des ressources. Ces succès ouvrent la voie à de nombreux jeux de tactique en temps réel. La plupart, comme Blitzkrieg (2003), Codename: Panzers (2004), Soldiers: Heroes of World War II (2004) et Company of Heroes (2006), ont pour cadre la Seconde Guerre mondiale mais le genre s’ouvre également à la science-fiction avec des jeux comme MechCommander (1998), Star Trek: Starfleet Command (1999) ou Ground Control (2000),.

### Arène de bataille en ligne multijoueur
Une arène de bataille en ligne multijoueur est un sous-genre des jeux de stratégie en temps réel qui oppose deux équipes dont chaque membre contrôle un unique personnage. Chaque camp est aidé par des unités contrôlées par l’ordinateur et tente de détruire la base adverse. Comme les jeux de tactique en temps réel, le genre met de côté les éléments de construction de base et de gestion des ressources. Il intègre en revanche des éléments de jeu de rôle. Les personnages contrôlés par les joueurs peuvent en effet accumuler de l’expérience qui leur permet d’améliorer leurs caractéristiques et de débloquer de nouvelles capacités. Le genre trouve son origine dans le mod Aeon of Strife (1999) pour StarCraft avant d’être popularisé par le mod Defense of the Ancients  (2003), son adaptation pour Warcraft III puis pour son extension Warcraft III: The Frozen Throne. Dans les années 2000, le succès de Defense of the Ancient donne lieu a de nombreuses adaptation commerciales dont League of Legends (2009), Heroes of Newerth (2010), Dota 2 (2013) ou encore Heroes of the Storm (2015).